# Eugeniusz Cękalski
Eugeniusz Cękalski, né le 30 décembre 1906 à Saratov (Empire russe), et mort le 31 mai 1952 à Prague, est un réalisateur et producteur polonais de cinéma.

## Biographie
Eugeniusz Cękalski vit en Russie jusqu'en 1918, et la mort de son père il déménage en Pologne. Il étudie la littérature à l'Université de Varsovie. Il a été tout d'abord critique, et devient en 1929 réalisateur de courts métrages. Il fonde en 1930 le groupe Start qui réunit plusieurs réalisateurs et réalise le premier long métrage de ce groupe avec Szolowski: Les Angoisses. Pendant la Deuxième Guerre mondiale il travaille en Grande-Bretagne puis aux États-Unis pour le compte du Polish Information Film Center. Il y réalise Colour Studies of Chopin (1944), une version colorée de son film expérimental de 1937, Trois Études de Chopin, Il revient en Pologne après la guerre, et tourne Les Champs clairs en 1947. Il meurt en 1952 à Prague, et est enterré au cimetière de Powązki à Varsovie.

## Filmographie partielle
- Le Garde barrière n°24
- Comment on fait un film
- L'Aube, le jour et la nuit de Varsovie
- 1937 : Trzy etiudy Chopina (pl)
- 1938 : Strachy (pl)
- 1938 : Les Angoisses
- 1947 : Les Champs clairs
- 1950 : Dwie brygady (pl)[4]